# جيريمي فوغل
جيريمي فوغل (بالإنجليزية: Jeremy Fogel) هو قاضي ومحامي أمريكي، ولد في 17 سبتمبر 1949 في سان فرانسيسكو في الولايات المتحدة.